# بخش ولوپورم
بخش ولوپورم (به انگلیسی: Viluppuram district) یک بخش در هند است که در تامیل نادو واقع شده‌است. بخش ولوپورم ۷٬۱۹۴ کیلومتر مربع مساحت و ۳٬۴۵۸٬۸۷۳ نفر جمعیت دارد.